# Matt Rollings
Matt Rollings (Bridgeport, ...) è un compositore, polistrumentista e produttore discografico statunitense.
Ha lavorato con Lyle Lovett, Billy Joel, Clint Black, Mary Chapin Carpenter, Larry Carlton, Kathy Mattea, Mark Knopfler, Richie Sambora, Eric Clapton e Mike Oldfield.

## Discografia
- 1990 – Balconies